# Deutsche Zeichenfilm
Die Deutsche Zeichenfilm GmbH war eine von 1941 bis 1944 aktive Produktionsfirma für Animationsfilme. Sie wurde im nationalsozialistischen Deutschen Reich gegründet und sollte als deutsches Konkurrenzunternehmen zum weltweit dominierenden US-amerikanischen Walt-Disney-Trickfilmkonzern aufgebaut werden. Aufgrund der geringeren Ressourcen und der Belastungen durch den Krieg scheiterte dieses Vorhaben.

## Hintergrund
Joseph Goebbels veranlasste als Reichspropagandaminister die Gründung als Tochterunternehmen der UFA. Die künstlerische Leitung übernahm zunächst Werner Kruse und anschließend Frank Leberecht. Gerhard Fieber hatte die Leitung des Zeichenateliers inne. Weitere Ateliers wurden von Wolfgang Kaskeline, Heinz Tischmeyer und Sergej Sesin geleitet. In der firmeneigenen Zeichenschule sollten die Zeichner intensiv geschult werden, um so den Vorsprung der US-amerikanischen Trickfilmproduktion aufholen zu können. Bereits im Jahr 1947 sollte der erste abendfüllende Film realisiert werden, vollendet wurde jedoch lediglich der farbige Kurzfilm Armer Hansi aus dem Jahr 1943, da die Arbeiten wegen der zunehmenden Kriegseinwirkungen von Berlin nach Dachau und Wien verlagert wurden. Im Oktober 1944 wurde die Gesellschaft schließlich aufgelöst.

### Anfänge
Grundsätzlich gab es bereits in den 1930er Jahren sowohl von Seiten der Filmhersteller in Deutschland als auch des Propagandaministeriums Absichten, dem Vorbild der Gebrüder Roy und Walt Disney nachzueifern. Hierbei stand nicht die politische Propaganda, sondern die Unterhaltung des Publikums im Vordergrund. Dabei studierte man die von Disney eingesetzten Techniken und versuchte sie zu kopieren. Bereits 1931, vor der Machtergreifung der Nationalsozialisten, gingen die deutschen Zeichner dazu über, Trickfilmfiguren nur mit vier statt fünf Fingern zu zeichnen. Auch hier orientierte man sich an Disney. Hitler und Goebbels schätzten die Disney-Filme als Kunstwerke:

„Ich schenke dem Führer 32 Klassefilme der letzten 4 Jahre und 12 Micky-Maus-Filme mit einem wunderbaren Kunstalbum zu Weihnachten. Er freut sich sehr darüber. Ist ganz glücklich über diesen Schatz, der ihm hoffentlich viel Freude und Erholung spenden wird.“

Vor der Gründung der Deutschen Zeichenfilm GmbH gab es immer wieder Versuche, den Trickfilm in Deutschland zu beleben, doch blieb es letztlich bei vereinzelten Kurzfilmen wie Ein Märchen (1939) von Kurt Stordel oder der propagandistischen Tierfabel Der Störenfried (1940) von Hans Held. Die Qualität der Animationen blieb jedoch deutlich hinter der von Disneys Schneewittchen zurück. Aus nationalsozialistischem Blickwinkel erschien es daher sinnvoll, die deutschen Trickfilmzeichner in einer eigenen Gesellschaft zusammenzufassen, um die Trickfilmproduktion qualitativ und quantitativ zu steigern.

### Gründung und Arbeit der GmbH
In Berlin-Dahlem gründete das Reichsministerium für Volksaufklärung und Propaganda eine Produktionsgesellschaft für Zeichentrick. Leiter wurde Luis Sehl, der von Rio de Janeiro nach Berlin berufen wurde. Diese Produktionsgesellschaft sollte einen Animationsfilm über den Berggeist Rübezahl erstellen. Auf Grund von Fehlorganisation und der Unfähigkeit der Leitung scheiterte das Projekt und wurde eingestellt.
In der neu gegründeten Zeichenschule wurden anfangs von 15 Lehrern 119 Lehrlinge ausgebildet. 1943 erschien der 17-minütige Kurzfilm „Armer Hansi“ von Gerhard Fieber auf der Reichswoche für den deutschen Kulturfilm in München und wurde später als Vorfilm zum Film Die Feuerzangenbowle eingesetzt. Der Trickfilm konnte begeistern und erhielt das Prädikat „künstlerisch wertvoll“.
Die Produktionsdauer von zwei Jahren erschien Goebbels als zu lang, weswegen er die Konkurrenz förderte, anstatt diese der Deutschen Zeichenfilm GmbH einzuverleiben. So ließ die Sonderproduktion der Deutschen Wochenschau GmbH von Hans Fischerkoesen mehrere Kurzfilme herstellen: Verwitterte Melodie und Der Schneemann nach einer Idee von Horst von Möllendorff und Das dumme Gänslein. In Prag stellte die Zeichenfilmabteilung der Prag-Film AG unter anderem den Film Hochzeit im Korallenmeer her, der sich ebenfalls an amerikanischen Vorbildern orientierte.

„Sie sind kleine filmische Kostbarkeiten bis heute und bezeugen nachhaltig die Grundsteinlegung eines eigenständigen Trickfilmschaffens. Presselob und Zuschauerresonanz waren trotz der Zeitumstände enorm.“

Nach Ende des Krieges wurde Fischerkoesen in ein Internierungslager eingewiesen.

### Förderung und Ende der Zeichentrickproduktion
Goebbels wollte pro Jahr etwa 50 Filme produzieren. Er ordnete an, Produktionsstudios besetzter Länder zur Arbeit heranzuziehen. So entstand etwa in den Niederlanden eine antisemitische Adaption von Van den vos Reynaerde.
Nach der Invasion in der Normandie wurde die Zeichentrickproduktion im Rahmen der Totalen Kriegsmaßnahmen weitgehend eingestellt. Die Deutsche Zeichenfilm GmbH befand sich Ende des Jahres 1944 in Produktion. Ob die in Arbeit befindlichen Filme fertiggestellt wurden, ist unbekannt. Nur die Hundewelpen-Geschichte Purzelbaum ins Leben wurde 1946 von der DEFA aufgeführt.